# Brachypelma angustum
Brachypelma angustum là một loài spin, die behoort tot de Theraphosidae. Loài này phân bố ở wouden in Trung Mỹ.